# Стерлінг (Коннектикут)
Стерлінг (англ. Sterling) — місто (англ. town) в США, в окрузі Віндем штату Коннектикут. Населення — 3578 осіб (2020).

## Демографія
Згідно з переписом 2010 року, у місті мешкало 3830 осіб у 1383 домогосподарствах у складі 1042 родин. Було 1511 помешкання
Расовий склад населення:
| - 96,0 % — білих - 0,8 % — корінних американців - 0,8 % — азіатів - 0,5 % — чорних або афроамериканців |

До двох чи більше рас належало 1,5 %. Частка іспаномовних становила 1,4 % від усіх жителів.
За віковим діапазоном населення розподілялося таким чином: 25,0 % — особи молодші 18 років, 67,0 % — особи у віці 18—64 років, 8,0 % — особи у віці 65 років та старші. Медіана віку мешканця становила 38,5 року. На 100 осіб жіночої статі у місті припадало 106,5 чоловіків;  на 100 жінок у віці від 18 років та старших — 105,0 чоловіків також старших 18 років.
Середній дохід на одне домашнє господарство  становив 81 105 доларів США (медіана — 75 574), а середній дохід на одну сім'ю — 85 132 долари (медіана — 76 667). Медіана доходів становила 69 444 долари для чоловіків та 46 375 доларів для жінок. За межею бідності перебувало 8,2 % осіб, у тому числі 4,2 % дітей у віці до 18 років та 7,8 % осіб у віці 65 років та старших.
Цивільне працевлаштоване населення становило 1828 осіб. Основні галузі зайнятості: освіта, охорона здоров'я та соціальна допомога — 20,7 %, мистецтво, розваги та відпочинок — 13,8 %, роздрібна торгівля — 13,5 %.